# 狭叶红粉白珠
狭叶红粉白珠（学名：Gaultheria hookeri var. angustifolia）为杜鹃花科白珠树属红粉白珠的变种。分布在锡金以及中国大陆的云南等地，生长于海拔2,000米至3,700米的地区，常生长在灌丛中，目前尚未由人工引种栽培。